# Euproctis deornata
Euproctis deornata är en fjärilsart som beskrevs av Ebert 1968. Euproctis deornata ingår i släktet Euproctis och familjen tofsspinnare. Inga underarter finns listade i Catalogue of Life.